# Fokker F27
Fokker F27 Friendship – samolot pasażerski krótkiego i średniego zasięgu, produkowany przez holenderskie przedsiębiorstwo Fokker.

## Historia
Koncepcja samolotu powstała w 1950 r. Zakładała zbudowanie 32-miejscowego samolotu pasażerskiego w układzie dwusilnikowego górnopłata, który mógłby być konkurencją dla Douglasa DC-3. Prototyp został oblatany 24 listopada 1955 r. i był wersją 28-osobową. Wkrótce potem oblatano powiększoną wersję samolotu mieszczącą 32 pasażerów. Wprowadzono też zmiany konstrukcyjne, min. samolot został wyposażony w ciśnieniową kabinę pasażerską. Przekazanie pierwszego samolotu seryjnego liniom lotniczym nastąpiło w 1958 r.
W 1956 r. Fokker zawarł umowę, która umożliwiła wytwórni Fairchild Aircraft licencyjną produkcję tego samolotu na rynek amerykański pod nazwą Fairchild F-27. W późniejszych latach na potrzeby wojska powstały wersje transportowe i patrolowe. Produkcję F27 zakończono w 1986 r. po zbudowaniu około 800 egzemplarzy.

## Konstrukcja
Dwusilnikowy górnopłat o konstrukcji całkowicie metalowej z usterzeniem klasycznym. Podwozie trójpodporowe, chowane w locie.

## Podobne konstrukcje
- An-24